# 香港道教

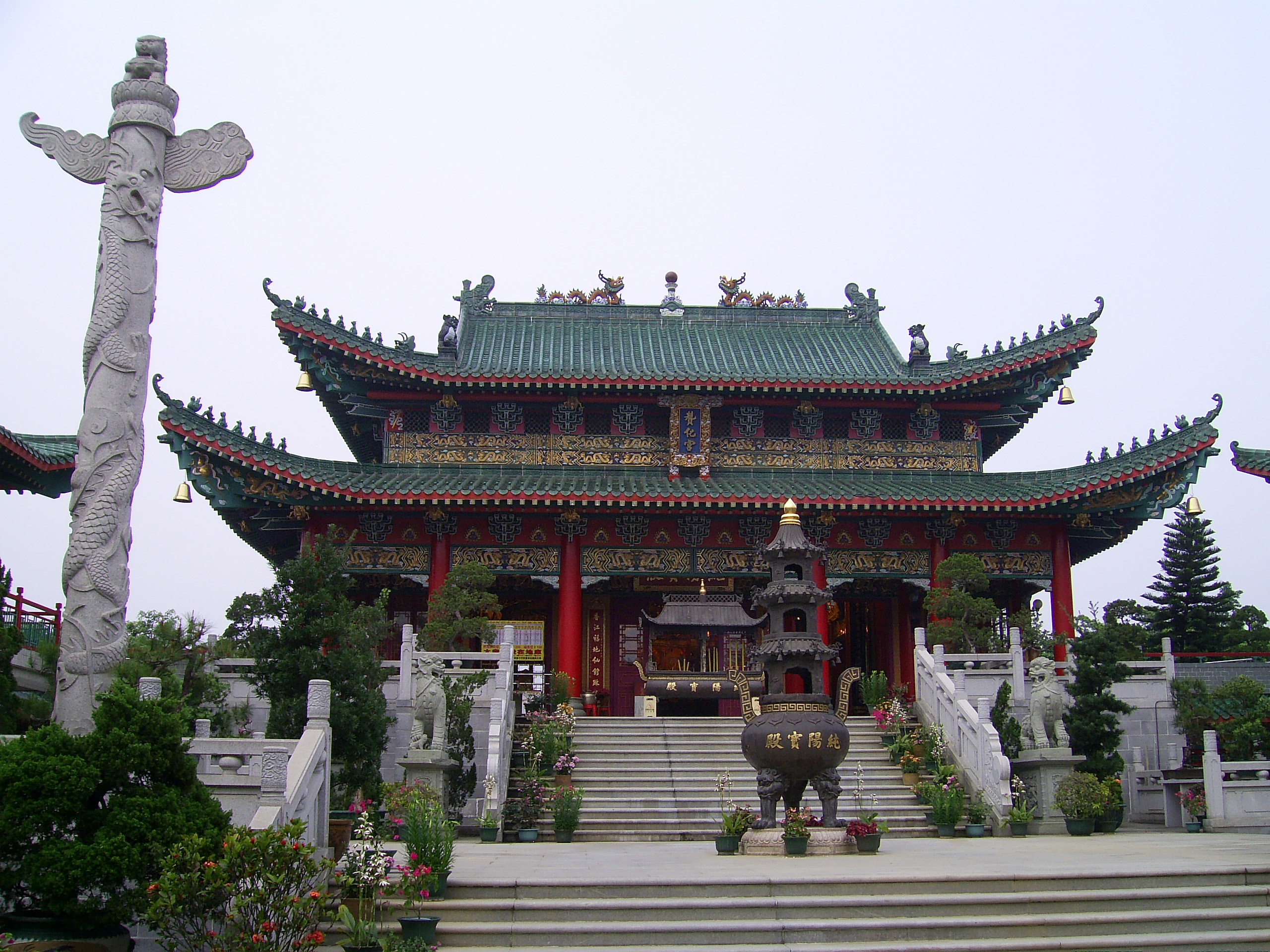
香港雲泉仙館純陽殿

香港的道教組織均帶有濃厚的華人民間信仰背景，知名機構包括青松觀、蓬瀛仙館、圓玄學院和嗇色園。在節日、神誕期間黃大仙祠，車公廟和天后廟等廟宇都湧入不少信徒上香祈福。
香港的廟宇一般均由華人廟宇委員會負責管理並對外開放，每逢神誕節日或農曆初一、十五，不少市民會到訪參拜。部分廟宇歷史可追溯至1600年前，例如青雲觀；也有部分是新興宗派建立的，例如圓玄學院。
最著名的香港廟宇位於九龍黃大仙區的黃大仙祠，廟內主要供奉道教神明黃初平真人，長年香火鼎盛，不少信眾會在農曆新年爭先上頭柱香。其他著名廟宇包括位於新界的沙田車公廟、位於港島荷李活道的東華三院文武廟、位於聯合道的九龍城侯王廟和九龍油麻地天后廟等。
香港道教的宗教研究和修行，多集中在廟宇、道場和道觀進行，例如全真派的修行道場蓬瀛仙館、青松觀、雲泉仙館等，還有各大小道場。道教團體對香港的社會福利貢獻良多，其中很多與教育、醫療和社區服務等有關。除主動開辦的福利、教育和醫療服務機構外，更會捐助其他慈善團體。不少廟宇都設有捐款箱，將所得善款會用以資助學校、醫院或其他慈善用途。

## 香港道教及民間信仰神祇列表
- 三清
- 太上老君
- 玉皇大帝（天公）
- 三官大帝
- 太乙真人
- 王母娘娘
- 太白金星
- 斗姥元君
- 太歲
- 張天師
- 地母
- 玄天上帝（真武大帝）（玄山佛祖）
- 九天玄女
- 紫微大帝
- 北斗星君
- 廣成子
- 三茅真君
- 東華帝君
- 八仙
  - 李鐵拐
  - 漢鍾離
  - 何仙姑
  - 呂洞賓
- 丘處機
- 張三丰
- 黃大仙
- 王靈官
- 女媧
- 天后
- 文昌帝君
- 魁星
- 城隍
- 軒轅黃帝
- 驪山老母
- 三山國王
- 玄壇真君
- 裴仙師
- 李淳風（六壬仙師）
- 黃龍真人
- 至寶真人
- 茅山師主
- 胡法旺
- 胡秀華
- 黃石仙師
- 白眉仙師
- 天德、天赦
- 趙太子
- 三天大帝